# Mecyclothorax konanus
Mecyclothorax konanus är en skalbaggsart som beskrevs av Sharp 1903. Mecyclothorax konanus ingår i släktet Mecyclothorax och familjen jordlöpare. Inga underarter finns listade i Catalogue of Life.